# Méthode du coin Nord-Ouest
 (octobre 2014).
Si vous disposez d'ouvrages ou d'articles de référence ou si vous connaissez des sites web de qualité traitant du thème abordé ici, merci de compléter l'article en donnant les références utiles à sa vérifiabilité et en les liant à la section « Notes et références ».
La méthode du coin Nord-Ouest, ou MCNO (North-west Corner Method, NWCM), est utilisée pour trouver une solution à un programme de transport sans prise en compte du coût.
Il existe des algorithmes permettant de trouver une solution optimale sur le plan des coûts, comme l'algorithme de Balas-Hammer.

## Principe
Cette méthode s'applique sur une matrice de coûts de transports entre sources et destinataires.
Elle consiste à remplir une matrice de transports en parcourant linéairement la matrice des coûts.

## Exemple

### Initialement
| Sources/Destinataires | 1  | 2  | 3 | 4  | 5  | Stocks |
| --------------------- | -- | -- | - | -- | -- | ------ |
| 1                     | 10 | 6  | 3 | 5  | 25 | 49     |
| 2                     | 5  | 2  | 6 | 12 | 5  | 30     |
| Demandes              | 15 | 20 | 5 | 25 | 14 |        |

| Sources/Destinataires | 1 | 2 | 3 | 4 | 5 |
| --------------------- | - | - | - | - | - |
| 1                     |   |   |   |   |   |
| 2                     |   |   |   |   |   |

### Étape 1
| Sources/Destinataires | 1  | 2  | 3 | 4  | 5  | Stocks |
| --------------------- | -- | -- | - | -- | -- | ------ |
| 1                     | 10 | 6  | 3 | 5  | 25 | 49     |
| 2                     | 5  | 2  | 6 | 12 | 5  | 30     |
| Demandes              | 15 | 20 | 5 | 25 | 14 |        |

| Sources/Destinataires | 1  | 2 | 3 | 4 | 5 |
| --------------------- | -- | - | - | - | - |
| 1                     | 15 |   |   |   |   |
| 2                     | 0  |   |   |   |   |

### Étape 2
| Sources/Destinataires | 1  | 2  | 3 | 4  | 5  | Stocks    |
| --------------------- | -- | -- | - | -- | -- | --------- |
| 1                     | 10 | 6  | 3 | 5  | 25 | 49-15= 34 |
| 2                     | 5  | 2  | 6 | 12 | 5  | 30        |
| Demandes              | 0  | 20 | 5 | 25 | 14 |           |

| Sources/Destinataires | 1  | 2  | 3 | 4 | 5 |
| --------------------- | -- | -- | - | - | - |
| 1                     | 15 | 20 |   |   |   |
| 2                     | 0  | 0  |   |   |   |

### Étape 3
| Sources/Destinataires | 1  | 2 | 3 | 4  | 5  | Stocks    |
| --------------------- | -- | - | - | -- | -- | --------- |
| 1                     | 10 | 6 | 3 | 5  | 25 | 34-20= 14 |
| 2                     | 5  | 2 | 6 | 12 | 5  | 30        |
| Demandes              | 0  | 0 | 5 | 25 | 14 |           |

| Sources/Destinataires | 1  | 2  | 3 | 4 | 5 |
| --------------------- | -- | -- | - | - | - |
| 1                     | 15 | 20 | 5 |   |   |
| 2                     | 0  | 0  | 0 |   |   |

### Étape 4
| Sources/Destinataires | 1  | 2 | 3 | 4  | 5  | Stocks  |
| --------------------- | -- | - | - | -- | -- | ------- |
| 1                     | 10 | 6 | 3 | 5  | 25 | 14-5= 9 |
| 2                     | 5  | 2 | 6 | 12 | 5  | 30      |
| Demandes              | 0  | 0 | 0 | 25 | 14 |         |

| Sources/Destinataires | 1  | 2  | 3 | 4  | 5 |
| --------------------- | -- | -- | - | -- | - |
| 1                     | 15 | 20 | 5 | 9  |   |
| 2                     | 0  | 0  | 0 | 16 |   |

### Étape 5
| Sources/Destinataires | 1  | 2 | 3 | 4  | 5  | Stocks    |
| --------------------- | -- | - | - | -- | -- | --------- |
| 1                     | 10 | 6 | 3 | 5  | 25 | 0         |
| 2                     | 5  | 2 | 6 | 12 | 5  | 30-16= 14 |
| Demandes              | 0  | 0 | 0 | 0  | 14 |           |

| Sources/Destinataires | 1  | 2  | 3 | 4  | 5  |
| --------------------- | -- | -- | - | -- | -- |
| 1                     | 15 | 20 | 5 | 9  | 0  |
| 2                     | 0  | 0  | 0 | 16 | 14 |

### Coût de la solution
La solution trouvée avec cette méthode n'est pas optimale sur le plan des coûts.
On trouve ici : 15*10 + 20*6 + 5*3 + 9*5 + 0*25 + 0*5 + 0*2 + 0*6 + 16*12 + 14*5 = 592.